# Comuna Simitli, Blagoevgrad
Simitli (în bulgară Община Симитли, comuna Simitli) este o unitate administrativă în regiunea Blagoevgrad din Bulgaria. Cuprinde un număr de 18 localități.  Reședința sa este orașul Simitli. La recensământul din 2001 avea o populație de 15.925 locuitori. Localități componente:
| - Brejani - Brestovo - Gorno Osenovo - Gradevo - Dokaticevo - Dolno Osenovo - Jeleznița - Sușița - Krupnik | - Mecikul - Polena - Poleto - Rakitna - Senokos - Simitli - Suhostrel - Troskovo - Cernice |

## Demografie
Componența etnică a obștinei Simitli
     Romi (3,52%)
     Bulgari (74,85%)
     Nicio identificare (21,22%)
     Altele (0,62%)
La recensământul din 2011, populația comunei Simitli era de 14.283 locuitori. Din punct de vedere etnic, majoritatea locuitorilor (74,85%) erau bulgari, cu o minoritate de romi (3,52%). Pentru 21,22% din locuitori nu este cunoscută apartenența etnică.
1. ↑  „Distribuția etnică a populației localităților Bulgariei”. Institutul Național de Statistică al Bulgariei. Accesat în 15 octombrie 2013.
2. ↑  „Distribuția pe vârste a populației localităților Bulgariei”. Institutul Național de Statistică al Bulgariei. Accesat în 15 octombrie 2013.